# Monumento al Sagrado Corazón de Jesús (San Sebastián de La Gomera)
El Monumento al Sagrado Corazón de Jesús también conocido como Cristo de San Sebastián es un monumento escultórico ubicado en una de las lomas del barranco del Machal en la localidad de San Sebastián de La Gomera (Islas Canarias, España).
Se trata de un monumento que representa a Cristo en su advocación del Sagrado Corazón de Jesús bendiciendo la localidad y la bahía de San Sebastián de La Gomera. La estatua de piedra tiene cinco metros y se encuentra en una base de trece metros. El lugar en donde se ubica la estatua es también un mirador, en donde se aprecian unas impresionantes vistas del Teide en la vecina isla de Tenerife.
La primera piedra fue colocada en 1962. El monumento fue bendecido el 5 de julio de 1964 por el obispo de Tenerife, Luis Franco Cascón. El conjunto fue realizado por el escultor bilbaíno José Larrea Echániz. El Monumento al Sagrado Corazón de Jesús es uno de los símbolos más importantes de San Sebastián de La Gomera.